# Red Dog (Australië)

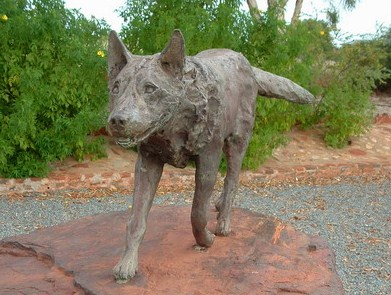
Standbeeld van Red Dog

Red Dog (1971 - 21 november 1979) was een Australische bastaardhond (een kruising tussen een kelpie en een Australische veedrijvershond), die bekend werd door de vele reizen die hij maakte door West-Australië, met name door het Pilbaragebied. Te zijner herinnering is een standbeeld opgericht te Dampier, een van de plaatsen waarnaar hij vaak terugkeerde. Men refereert vaak aan Red Dog als Rode Kelpie of Rode Wolk Kelpie.

## Geschiedenis
Men denkt dat Red Dog geboren werd in Paraburdoo (West-Australië) in 1971 en waarschijnlijk naar verschillende namen luisterde, waaronder Bluey, Tally Ho, en Hond uit het Noordwesten. Zijn eerste naam was Tally Ho; deze naam kreeg hij van een man, genaamd Col Cummongs. Men dacht later dat hij de eerste eigenaar was en diegene die Red Dog naar Dampier bracht. De bijnaam Red Dog is afgeleid van het rode stof dat veel voorkomt in het gebied van Pilbara (hoewel "Rode Hond" ook een veel voorkomende bijnaam is voor Kelpen, ongeveer zoals "Blauwe Hond" een bijnaam is voor Australische veedrijvershonden). De tweede eigenaar van Red Dog was John Stazzonelli, een bus- annex vrachtwagenchauffeur bij Hamersley Iron; door diens werk reisde Red Dog onder meer naar Perth, Broome, Roebourne, Point Samson en Port Hedland.
Na de dood van Stazzonelli in 1975 maakte Red Dog in zijn eentje een groot aantal reizen. Hij werd door veel leden van de gemeenschap en door een dierenarts, die hem behandelde, als huisdier behandeld. Iedere keer als hij bij de dierenarts kwam had hij een nieuwe eigenaar bij zich. Red Dog werd benoemd tot mascotte van de Dampier Salt Sports and Social Club en de Transport Workers Union. Hij kreeg ook een eigen bankrekening bij de Bank of New South Wales, die hem eveneens als een mascotte behandelde en de slogan maakte: Als Red Dog bij de Wales Bank bankiert dan kunt u dat ook. Hoewel hij dus veel vrienden had wordt toch gedacht dat zijn dood in 1979 het gevolg was van opzettelijke vergiftiging met strychnine. Red Dog werd begraven in een anoniem graf, ergens tussen Dampier en Karratha.

## Erfenis
Al snel na de dood van Red Dog beschreef de Australische auteur Nancy Gillespie diverse herinneringen en gedichten, die geschreven waren voor haar door de mensen uit het Pilbaragebied in haar boek Red Dog (1983). Dat deed ook Beverly Duckett in haar boek, gepubliceerd in 1993, Red Dog: the Pilbara Wanderer. Het verhaal van Red Dog en zijn standbeeld kwam onder de aandacht van veel mensen die Dampier bezochten, waaronder de Engelse auteur Louis de Bernières, die, geïnspireerd hierdoor, een boek schreef dat gebaseerd was op de verhalen rond Red Dog, genaamd Red Dog. Er werd ook een vierwielaandrijvingmotorclub naar Red Dog vernoemd.
Er werd ook een film gemaakt in Australië, gebaseerd op het boek van De Bernières; de première daarvan was op 4 augustus 2011.  Het script was geschreven door Daniel Taplitz en de film werd geproduceerd door Kris Stenders; de titelrol werd vertolkt door Koko.